# Доменна стінка (оптика)
Доменна стінка в оптиці — термін, що використовують у фізиці, для опису подібних явищ в оптиці, магнетизмі та теорії струн. Ці явища можна описати як топологічні дефекти, які виникають за спонтанного порушення дискретної симетрії.
Станом на 2009 рік, темно-темний векторний солітон спостерігався тільки у волоконних лазерах з додатною дисперсією, тоді як темно-світлий векторний солітон отримано у волоконних лазерах як з додатною, так і з від'ємною дисперсією. Чисельне моделювання підтвердило експериментальні спостереження, а надалі показано, що спостережувані векторні солітони є раніше теоретично передбаченими. Новим типом доменних стінок солітону є доменна стінка темного векторного солітону, що складається зі стабільних локалізованих структур, які розділяють два ортогональних лінійно поляризованих джерела лазерного випромінювання, з темною структурою, яка виявляється тільки тоді, коли вимірюється загальне випромінювання лазера.